# آکواریوم عمومی

کوسه‌نهنگ در آکواریوم جورجیا، ایالات متحده آمریکا

آکواریوم عمومی (انگلیسی: Public aquarium) همتای آبزی باغ‌وحش است، که نمونه‌های جانوران و گیاهان آبزی را برای بازدید عموم، در خود جای داده‌است. بیشتر آکواریوم‌های عمومی، نسبت به آنهایی که توسط آکواریوم داران خانگی که دارای مشخصه مخازن کوچکتر هستند نگهداری می‌شوند، دارای ویژگی مخازن بزرگتر می‌باشند. از زمانی که اولین آکواریوم‌های عمومی در میانه‌های قرن نوزده ساخته شدند، محبوبیت پیدا کردند و تعداد آنها افزایش یافت. بیشتر آکواریوم‌های مدرن معتبر، بر موضوعات حفاظتی و آموزش عموم تأکید دارند.

## آکواریوم‌های عمومی امروزه
مخازن آکواریوم مدرن، می‌توانند چند میلیون لیتر آب را در خود جا دهند و قادر هستند منزلگاه گونه‌های بزرگی همچون دلفین‌ها، کوسه‌ها و نهنگ سفید باشند. این قابلیت به واسطه، پنجره‌های شیشه ای آکریلیک شفاف و ضخیم به دست آمده‌است. پستانداران آبزی و نیمه آبزی از جمله سمور آبی و فک‌ها، اغلب در آکواریوم مورد مراقبت قرار می‌گیرند.